# Edward Brooke
Edward William Brooke III (Washington D.C., 26 oktober 1919 – Coral Gables (Florida), 3 januari 2015) was een Amerikaans politicus van de Republikeinse Partij. Hij was senator voor Massachusetts van 1967 tot 1979, de eerste Afro-Amerikaan gekozen in de senaat. Daarvoor diende hij als de procureur-generaal van Massachusetts van 1963 tot 1967. In 1967 ontving hij de Spingarn Medal en in 2004 ontving hij de Presidential Medal of Freedom. 
Brooke was tot aan zijn overlijden de oudst levende ex-senator na de dood van Democraat Harry Byrd jr.
- Bibsys: 11295
- Gemeinsame Normdatei: 132981556
- International Standard Name Identifier: 0000 0001 1489 5587
- Library of Congress Control Number: n80070493
- National Archives and Records Administration: 10581213
- Nationale Bibliotheek van Tsjechië: uk2011365741
- Nationale Bibliotheek van Israël: 987007273632905171
- Nationale Bibliotheek van Polen: a0000001875830
- Nederlandse Thesaurus van Auteursnamen: 323972772
- SNAC: w61c261m
- Système universitaire de documentation: 083224300
- Biographical Directory of the United States Congress: B000871
- Virtual International Authority File: 30837450
- WorldCat: E39PBJf4cCGFYmvWPgdC6bhCQq